# Helga Becker-Leeser

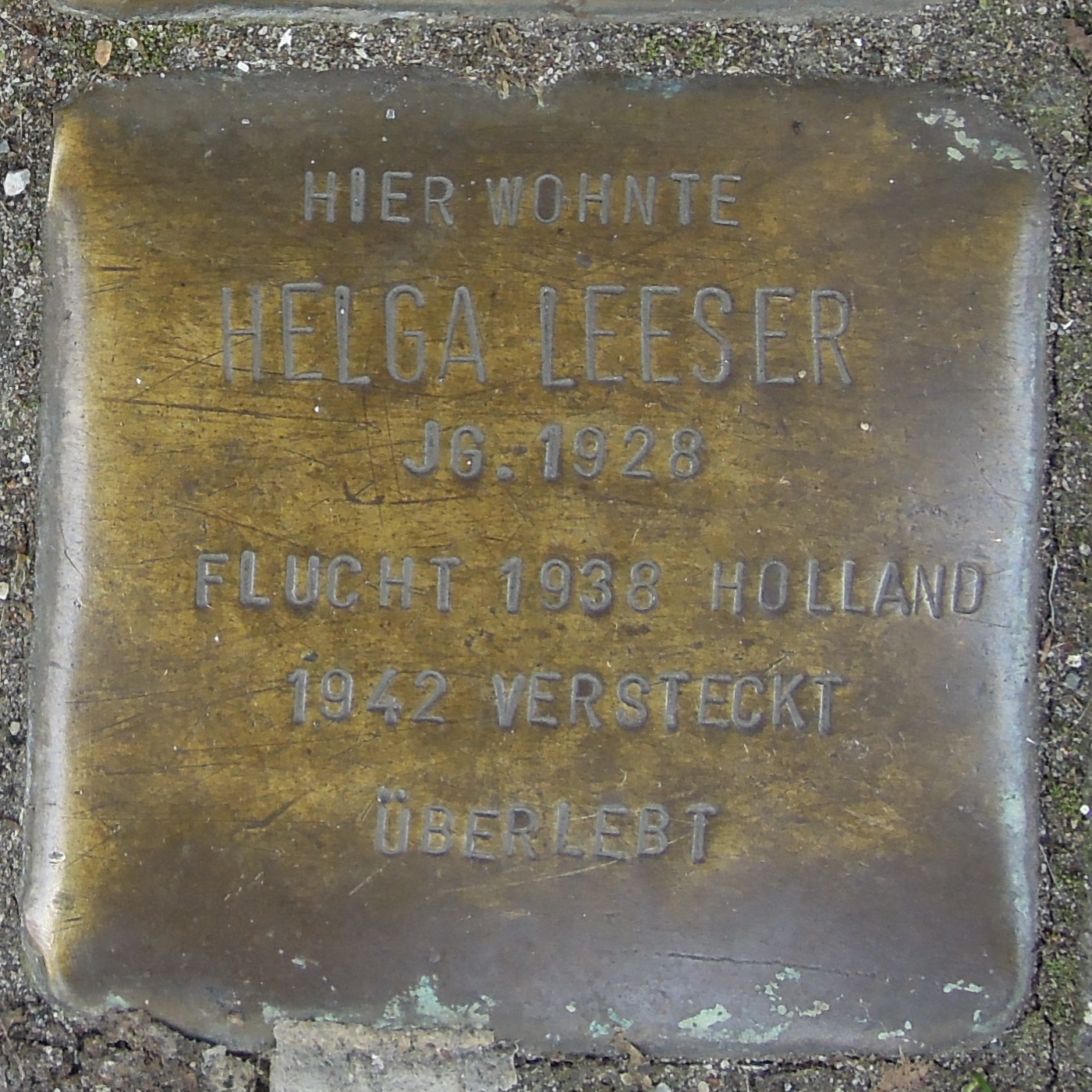
Stolperstein für Helga Leeser, Lüdinghauser Straße 5, Dülmen

Helga Pauline Becker-Leeser (* 19. Dezember 1928 in Münster als Helga Leeser; gestorben 4. September 2018 in Arnhem) war eine deutsche Autorin und Holocaustüberlebende.

## Leben
Helga Leeser wurde 1928 in Münster als ältestes von zwei Kindern in eine wohlhabende, jüdische Familie geboren, welche jedoch nicht religiös lebte. Schon früh zog sie mit ihrer Schwester und ihren Eltern nach Dülmen. Ihre Familie besaß dort eine Leinenfabrik. Bevor ihre Mutter 1927 Helgas viel älteren Vater heiratete, war ihre Mutter niederländische Staatsbürgerin gewesen. Ab dem Jahr 1933 besuchte sie eine katholische Grundschule. Während der Reichspogromnacht 1938 wurde das Haus der Familie Leeser zerstört, ihr Vater wurde verhaftet und beging vier Tage später in seiner Gefängniszelle Suizid. Helgas Mutter erlangte ihre niederländische Staatsbürgerschaft zurück und wanderte in die Niederlande aus. Mit der Hilfe ihres Großvaters schlossen sich Helga und ihre Schwester ihr an. Nachdem der NS-Staat im Mai 1940 die Niederlande besetzt hatte, durften Juden keine nicht-jüdischen Schulen mehr besuchen – so auch Helga. 1942 entging sie mit ihrer Mutter und ihrer Schwester der Deportation, indem sie sich mit falschen Papieren als niederländische Christen ausgaben und nach Rotterdam zogen, wo ein Ehepaar sie in seiner Wohnung versteckte. Sie wohnten nur zwei Blocks vom Polizeipräsidium entfernt. Nach ihrer Befreiung am Ende des Krieges blieben Helga, ihre Schwester und ihre Mutter in Rotterdam. 1957 heiratete sie Leo Becker. Das Paar bekam zwei Söhne. 2018 starb sie im Alter von 89 Jahren in Arnhem.

## Werke
- "Von allem etwas ...": meine jüdische Kindheit in Dülmen und Rotterdam, 1928–1945: Erinnerungen von Helga Becker-Leeser, 2015, ISBN 978-3-00-050390-0.